# عضلة خافضة للشفة السفلية

Depressor labii inferioris muscle

العضلة الخافضة الشفة السفلية Depressor labii inferioris هي إحدى عضلات الوجه التي تساعد على خفض الشفة السفلية.

## منشأ العضلة
تنشأ العضلة من الخط المائل للفك السفلي.

## مرتكز العضلة
ترتبط العضلة بجلد الشفة السفلية.
1. ↑  نموذج تأسيسي في التشريح، QID:Q1406710
2. ↑  نموذج تأسيسي في التشريح، QID:Q1406710
3. ↑  GmbH, DocCheck Medical Services. "Musculus depressor labii inferioris - DocCheck Flexikon". DocCheck Flexikon (بالألمانية). Archived from the original on 2017-01-07. Retrieved 2017-05-22.